# Lago de Buyo
Lago de Buyo (en francés: Lac de Buyo) Es un lago artificial en el oeste del país africano de Costa de Marfil, específicamente en aguas del río Sassandra. Se formó por la construcción de la presa de Buyo en la localidad de Buyo en 1980.
La calidad del agua del lago ha sufrido por efluentes sin tratar y el uso excesivo de fertilizantes en las zonas circundantes.